# Sonet 119 (William Szekspir)

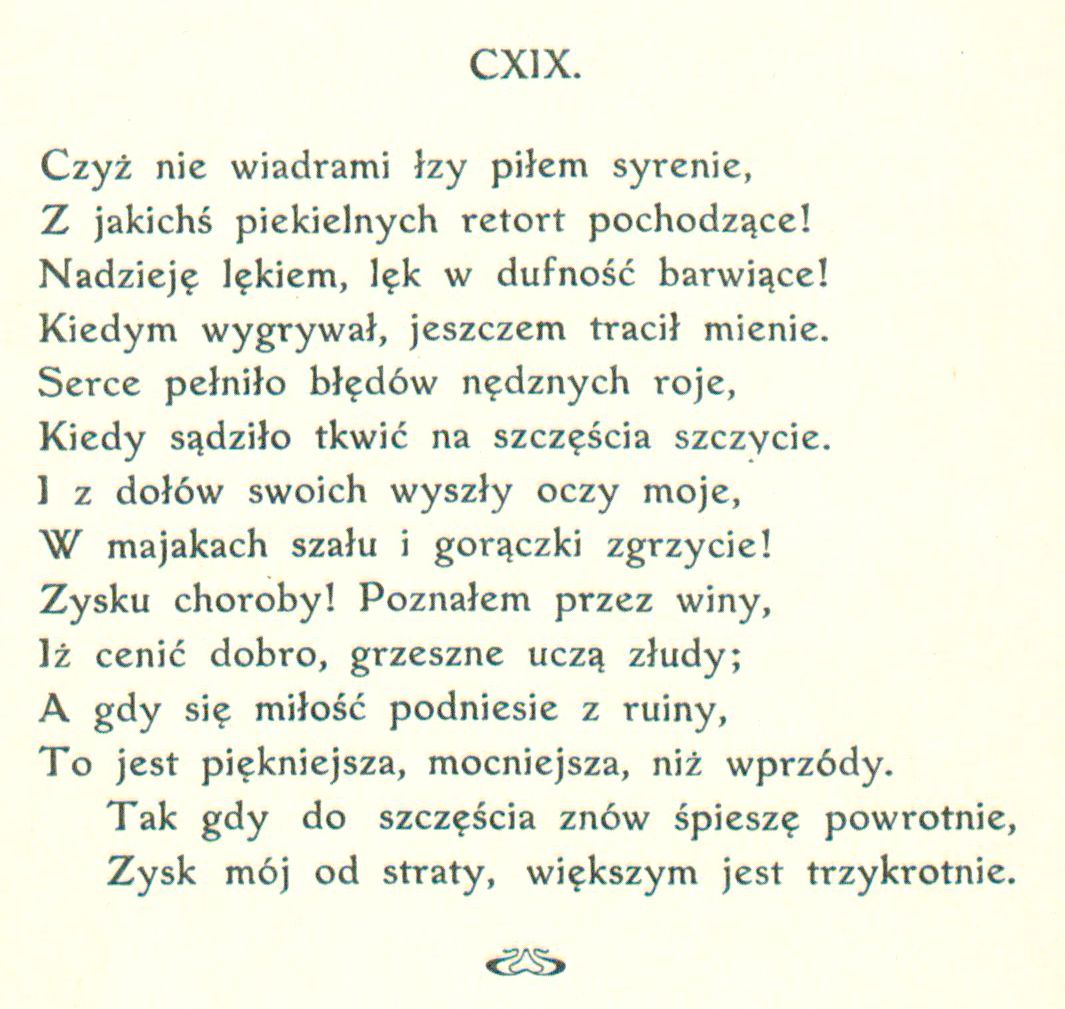
Pierwszy przekład sonetu 119 na język polski z 1913 przez ks. Marię Sułkowską

What potions have I drunk of Siren tears,

Distilled from limbecks foul as hell within,

Applying fears to hopes, and hopes to fears,

Still losing when I saw myself to win!

What wretched errors hath my heart committed,

Whilst it hath thought itself so blessed never!

How have mine eyes out of their spheres been fitted,

In the distraction of this madding fever!

O benefit of ill! now I find true

That better is by evil still made better;

And ruined love, when it is built anew,

Grows fairer than at first, more strong, far greater.

So I return rebuked to my content,

And gain by ills thrice more than I have spent.

Ileż syrenich łez jam wypił, srodze

Żrących, jak gdyby płynęły z dna piekła!

Trwogę-m w nadziei miał, nadzieję w trwodze,

Zyskana korzyść co tchu mi uciekła!

Jak się me serce myliło głęboko,

Sądząc, że już się szczytem szczęścia chwalę!

Wyskakiwało z swych orbit me oko,

Gdym się tak nurzał w tym febrycznym szale.

Błogosławione zło! Nie kłamie słowo,

Że to, co dobre, przez cię lepszem bywa;

Miłość z swych gruzów powstanie na nowo,

Jeszcze piękniejsza jest i bardziej żywa.

Tak ja przez grzech mój, acz godzien nagany,

Potrójniem odbił skarb swój poniechany.

Sonet 119 (incipit WHat potions haue I drunke of Syren teares) – jeden z cyklu 154 sonetów autorstwa Williama Szekspira. Po raz pierwszy został opublikowany w 1609 roku.
Sonet 119 jest kontynuacją sonetu 118.

## Treść
W sonecie tym podmiot liryczny, przez niektórych badaczy utożsamiany z autorem, kontynuuje obronę swojego postępowania. Retrospektywnie zauważa, że jego zauroczenie zmusiło go do dążenia do nieosiągalnego celu, tak jak alchemika dążącego do nieosiągalnego marzenia o przemianie całej materii podstawowej w złoto. W ostatnich wersach stara się udowodnić, że ślepa niszczycielska siła (metafora Syreny sugeruje kobietę), która go ogarnęła, może w istocie doprowadzić nie tylko do odrodzenia swojego związku, ale nawet do jego wzmocnienia.
Sonet ten budowany jest z wariacji na tematy z sonetu 118 i jest kontynuacją jego ostatniego wersu. W sonecie tym używane są metafory nawiązujące do alchemii i medycyny. 

## Polskie przekłady
| 1913 |  | Czyż nie wiadrami łzy piłem syrenie,        |  | Maria Sułkowska     | [ 13 ] |
| 1922 |  | Ileż syrenich łez jam wypił, srodze         |  | Jan Kasprowicz      | [ 4 ]  |
| 1948 |  | Ileż to łez syrenich wówczas wychyliłem     |  | Władysław Tarnawski | [ 14 ] |
| 1968 |  | Jakiż to lubczyk piłem z syrenich łez, jaki |  | Marian Hemar        | [ 15 ] |
| 1979 |  | Ileż syrenich łez piłem koleją              |  | Maciej Słomczyński  | [ 16 ] |
| 2011 |  | Jakichż leków nie piłem – nawet łzy syrenie |  | Stanisław Barańczak | [ 7 ]  |
| 2015 |  | Ileż ja piłem mikstur z łez syrenich        |  | Ryszard Długołęcki  | [ 17 ] |